# Urechești, Gorj
Urechești este un sat în comuna Drăguțești din județul Gorj, Oltenia, România.

## Vezi și
- Biserica de lemn „Sfinții Voievozi”

## Imagini

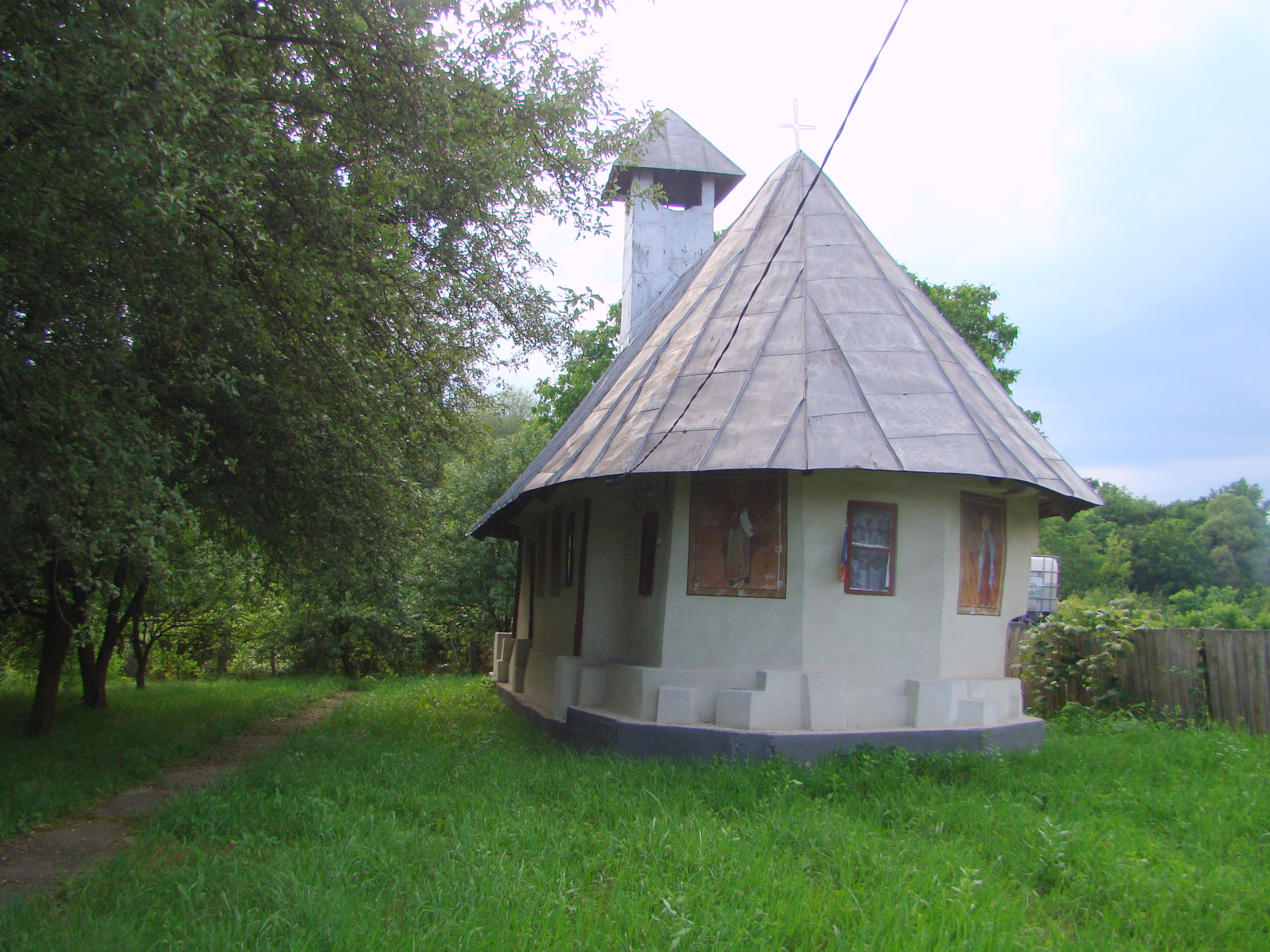
Biserica de lemn „Sfinții Voievozi” (1888)
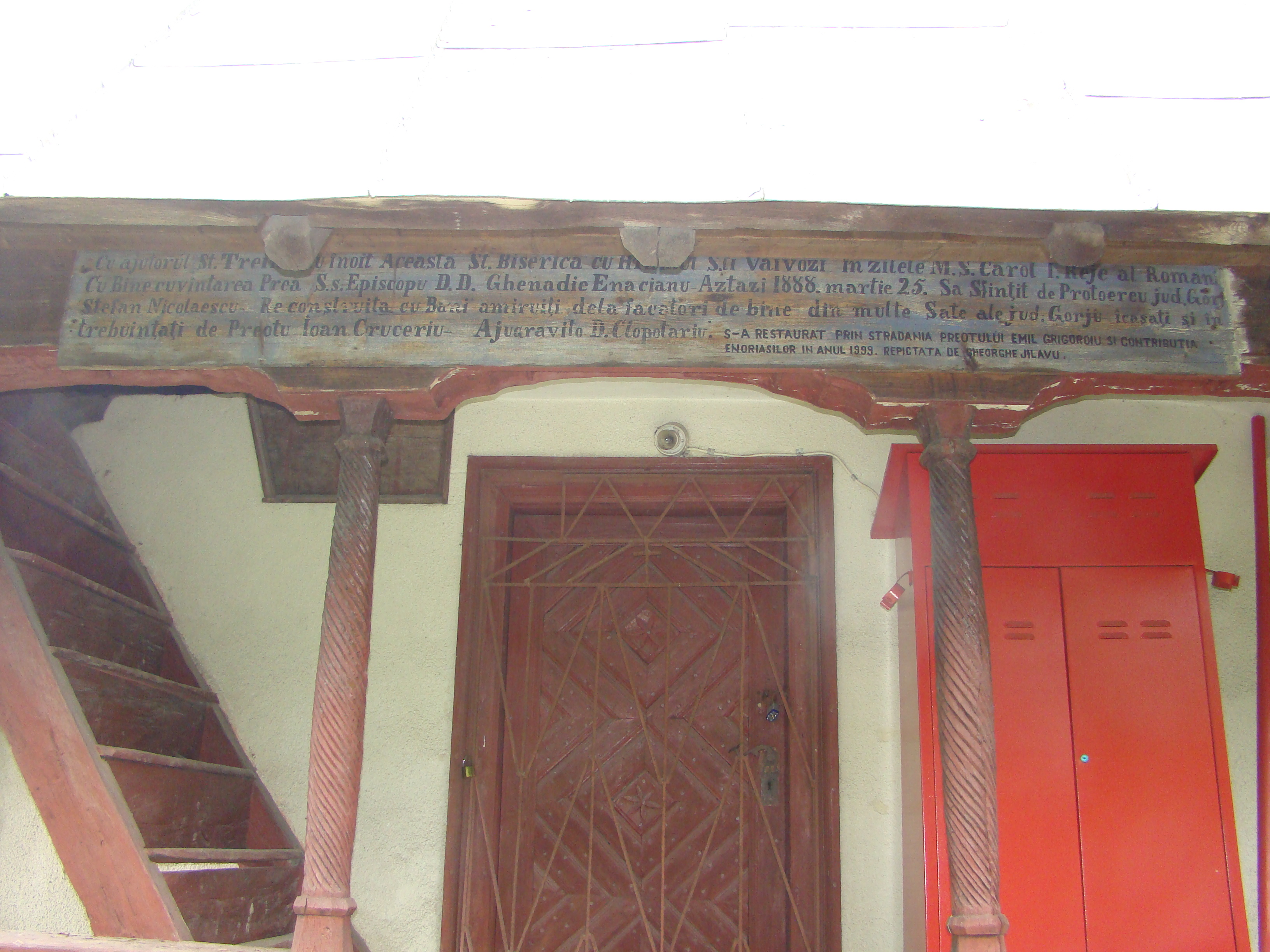
Pisania bisericii de lemn
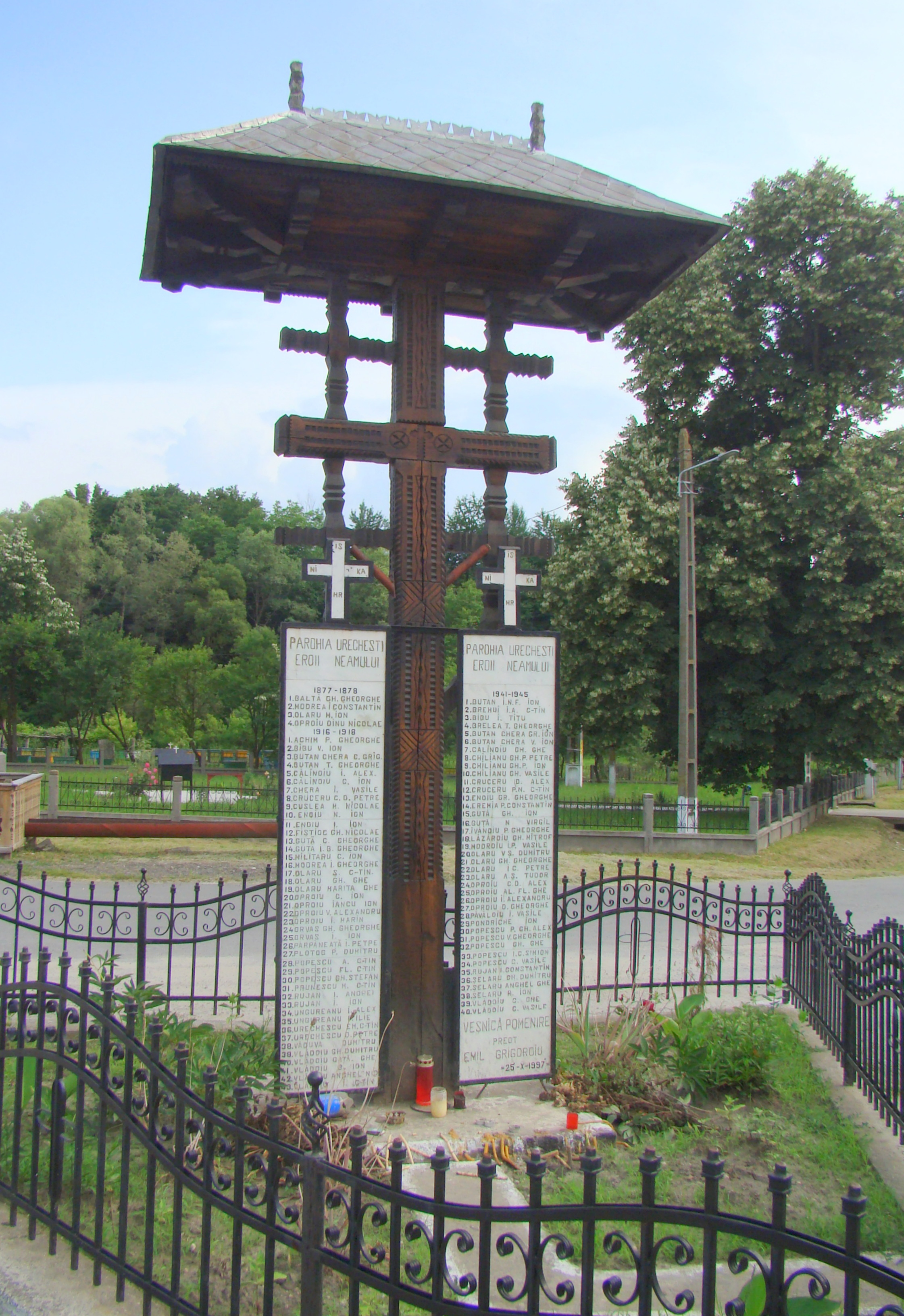
Monumentul eroilor
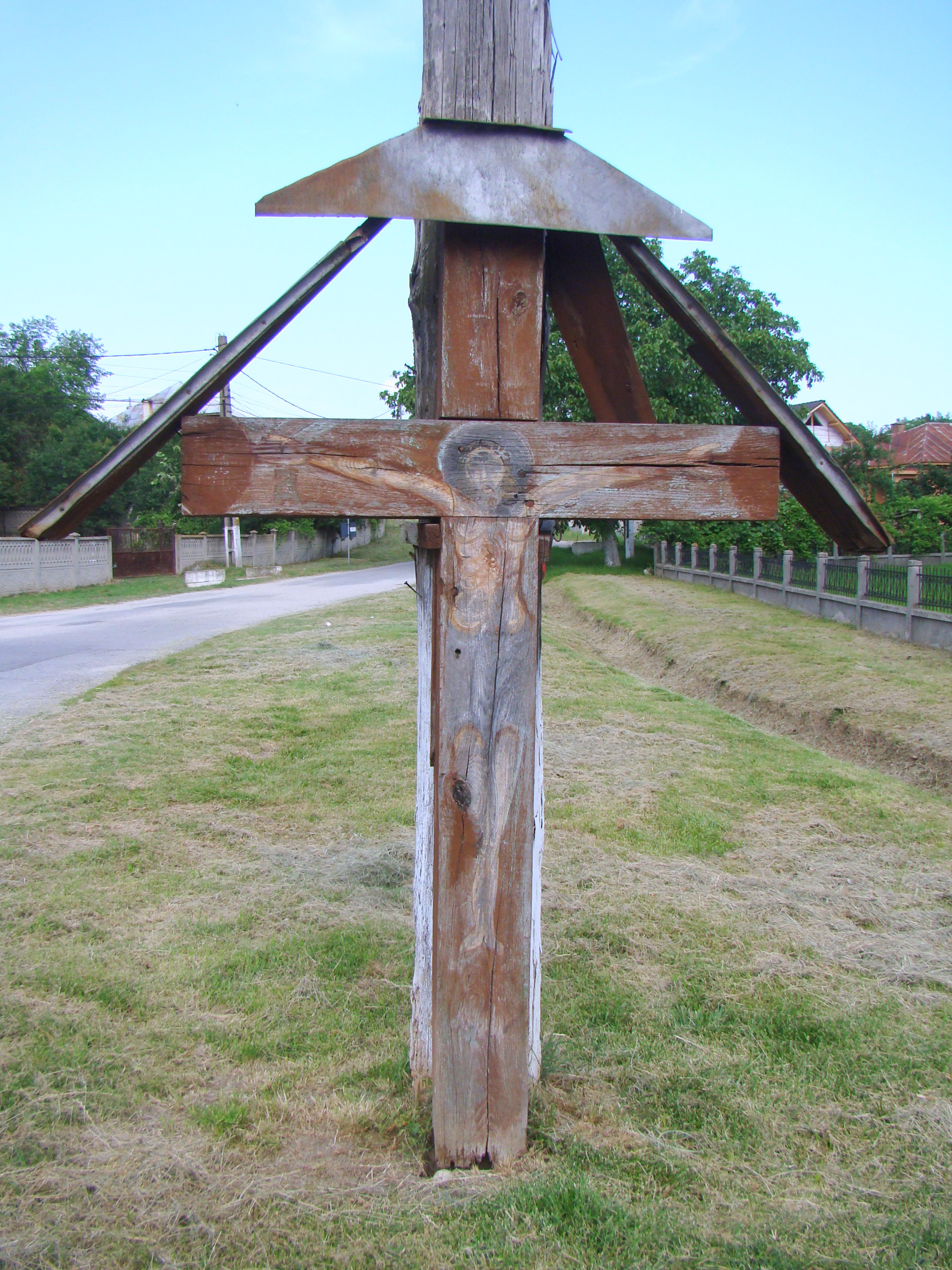
Troiță

 Acest articol despre o localitate din județul Gorj este deocamdată un ciot. Puteți ajuta Wikipedia prin completarea lui.